# Font de la Moixa
La Font de la Moixa és una font del terme municipal de Castell de Mur, en el poble de Santa Llúcia de Mur, de l'antic municipi de Mur.
És a 669 msnm, al nord-est de l'església de Santa Llúcia de Mur, en el poble del mateix nom. Està situada a la dreta del barranc de la Fonteta, al nord de Casa Gavarrell. S'hi accedeix des del Camí de la Plana, per un curt corriol que surt cap al nord-est poc abans que el camí travessi el barranc de la Fonteta.